# Lucareț, Timiș
Lucareț (sârbă Lukarevac) este un sat în comuna Brestovăț din județul Timiș, Banat, România.

## Istorie
În 1471, lângă actualul sat, exista o așezare care se numea Pădureni (Erdeglyka). Această așezare a dispărut cu timpul. Când austriecii au cucerit Banatul în 1717, vechea localitate dispăruse. În contextul colonizărilor care au urmat instaurării Imperiului Habsburgic, pe vatra vechii localități s-au așezat câteva familii de sârbi muntenegrini, printre ultimii din valul de coloni sârbi care au venit în Banat, care au construit noua localitate. La 1717 apare cu numele de Lukareszi. Satul și-a menținut pentru mult timp specificul sârbesc, ortodox. 
Până în 1802 a fost proprietate erarilă, după care a fost cumpărată de Iankovics zis și Doctorovics George. Pe la jumătatea secolului a trecut în proprietatea Ecaterinei Agora, de la care a cumpărat-o Iosif Galu. Acesta a început exploatarea carierei de piatră din apropiere și a construit linia ferată îngustă care se transporta piatra de granit la gara din Topolovățu Mare.
La 1924 se numea Galu. În a doua parte a secolului XX, sârbii din Lucareț au migrat fie spre Recaș, Lugoj sau Timișoara, fie au fost asimilați de români. Lucarețul este în prezent un sat româno-sârbesc.

## Bibliografie

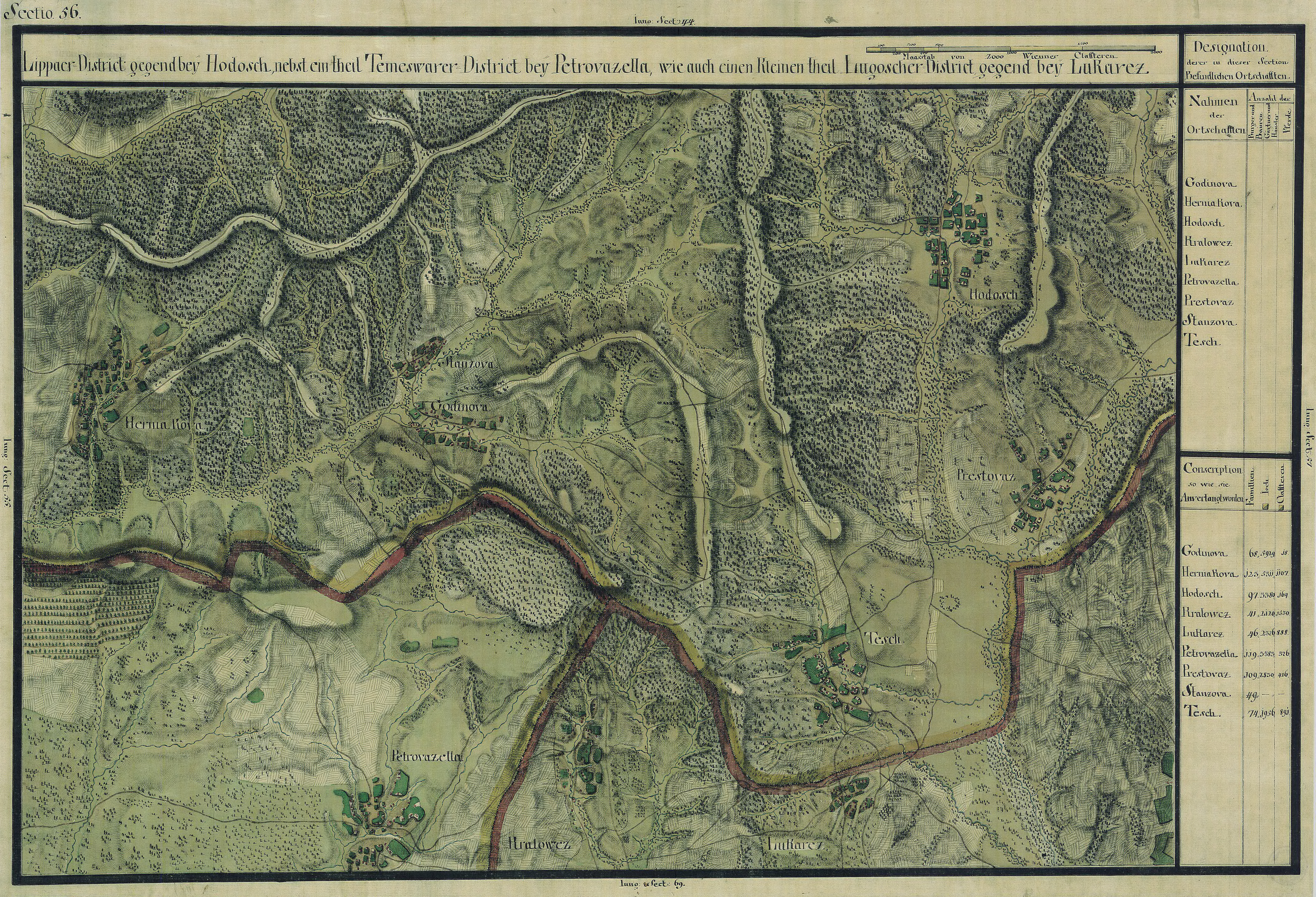
Lucareţ în Harta Iosefină a Banatului, 1769-72

## Vezi și
- Biserica de lemn din Lucareț